# 키투 (충돌구)

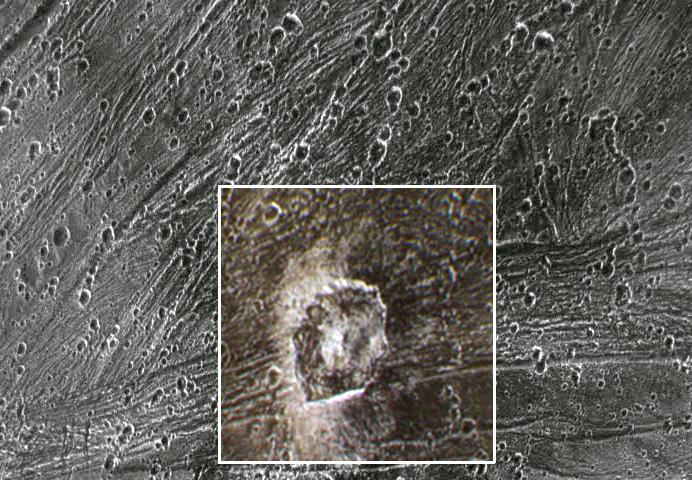
갈릴레오 호가 촬영한 키투 충돌구 사진.

키투 충돌구(Kittu crater)는 가니메데의 충돌구 중 하나이다. 길이는 대략 15km이다.
충돌구에는 밝고 흰색의 중앙에 튀어나온 부분과 짙은 갈색 모양의 주변 테두리 부분으로 나뉘어 있다. 어두운 방사조직계형 확산으로, 충격 지점에서 발산하여 홈을 둘러싸고 있는 얉은 지형이 위에 쌓여 있다. 포면의 어두운 가루형 물질은 아마도 충격시에 표면을 가로지른 어두운 충돌체(소행성 또는 혜성)일 것으로 추측하고 있다. 충돌 시 생겨난 중앙의 튀어나온 부분과 충돌구 테두리의 직선 선분은 테두리의 일부가 붕괴하면서 생겨난 것으로 추측하고 있다.